# Ciência da computação e engenharia
Ciência da computação e engenharia (CSE, em inglês) é um programa acadêmico em muitas universidades que inclui aspectos científicos e de engenharia da computação. Na Europa, é frequente empregar o termo CSE para realizar a tradução dos nomes dos cursos acadêmicos de engenharia informática. É oferecido tanto ao nível de graduação quanto em pós-graduação, com especializações disponíveis. 

## Cursos acadêmicos
Os programas acadêmicos variam entre as faculdades, mas geralmente incluem uma combinação de tópicos em ciência da computação, engenharia de computação e engenharia elétrica. Os cursos de graduação geralmente incluem programação, algoritmos e estruturas de dados, arquitetura de computadores, sistemas operacionais, redes de computadores, computação paralela, sistemas embarcados, design de algoritmos, análise de circuitos e eletrônica, lógica digital e design de processadores, computação gráfica, computação científica, engenharia de software, sistemas de banco de dados, processamento digital de sinais, virtualização, simulações computacionais e programação de jogos.
Programas de CSE também incluem disciplinas fundamentais da ciência da computação teórica, como teoria da computação, análise numérica, aprendizado de máquina, teoria e paradigmas de programação. Os programas acadêmicos modernos também abrangem campos emergentes da computação, como processamento de imagem, ciência de dados, robótica, computação bioinspirada, biologia computacional, computação autônoma e inteligência artificial.
A maioria dos programas de CSE exige conhecimentos básicos de matemática., sendo assim, o primeiro ano de estudo é dominado por cursos matemáticos, principalmente matemática discreta, análise matemática, álgebra linear, probabilidade e estatística, além dos fundamentos de engenharia elétrica e eletrônica, física e eletromagnetismo.

## Universidades de exemplo com cursos e departamentos CSE
- Universidade Internacional[1]
- Universidade Americana de Beirute [2]
- Universidade Amrita [3] [4]
- Universidade de Engenharia e Tecnologia de Bangladesh [5]
- Universidade BRAC [6]
- Universidade Brainware [7]
- Universidade Bucknell [8]
- Universidade Técnica de Delft [9]
- Universidade Verde de Bangladesh [10]
- Instituto Indiano de Tecnologia de Varanasi [11]
- Instituto Indiano de Tecnologia de Kanpur [12]
- Instituto Indiano de Tecnologia de Bombaim [13]
- Instituto Indiano de Tecnologia de Delhi [14]
- Instituto Indiano de Tecnologia de Madras [15]
- Instituto Indiano de Tecnologia de Kharagpur [16]
- Universidade de Lund [17]
- Instituto de Tecnologia de Massachusetts [18]
- Universidade Norte-Sul (Bengali) [19]
- Universidade Estadual de Ohio [20]
- Universidade de Santa Clara [21]
- Universidade Nacional de Seul [22]
- Universidade da Califórnia em Davis [23]
- Universidade da Califórnia em Irvine [24]
- Universidade da Califórnia em Los Angeles [25]
- Universidade da Califórnia em Merced [26]
- Universidade da Califórnia em San Diego [27]
- Universidade da Califórnia em Santa Cruz [28]
- Universidade de Iowa [29]
- Universidade de Michigan [30]
- Universidade de Nova Gales do Sul [31]
- Universidade de Nevada [32]
- Universidade de Notre Dame [33]
- Universidade de Ulm
- Universidade de Washington [34]
- Instituto de Tecnologia de Vellore
- Universidade Shahid Beheshti [35]